# Luciano Chailly
Luciano Chailly (Ferrara, 19 gennaio 1920 – Milano, 24 dicembre 2002) è stato un compositore italiano.

## Biografia
Autore di lavori teatrali, sinfonici e cameristici, Luciano Chailly si è diplomato in violino a Ferrara nel 1941, ed in composizione a Milano nel 1945; si è inoltre laureato in Lettere presso l'università di Bologna nel 1943. Nel 1948 seguì un corso di perfezionamento a Salisburgo con Paul Hindemith.
Dal 1951 al 1967 è stato impegnato presso la RAI, in qualità di consulente e programmista, mentre in seguito ha svolto attività di direttore artistico presso vari enti lirici italiani, tra cui il Teatro alla Scala di Milano (dal 1968 al 1971), l'Arena di Verona (dal 1975 al 1976) ed il Teatro Carlo Felice di Genova dal 1983 al 1985; nel 1987 è stato eletto presidente della Feniarco, ha inoltre svolto attività di critico musicale e di docente di composizione presso diversi conservatori italiani (Milano, Perugia, Cremona, ecc.).
Nel 1954 ha iniziato un importante sodalizio con lo scrittore Dino Buzzati, il quale ha scritto per Chailly quattro libretti d'opera, ed ha spesso curato gli allestimenti scenografici dei loro lavori.
È stato il padre del direttore d'orchestra Riccardo Chailly, dell'arpista, compositrice e scrittrice Cecilia Chailly e della giornalista e regista Floriana Chailly; era inoltre zio del pianista, compositore, direttore d'orchestra e didatta Michele Fedrigotti, figlio di sua sorella Silvana.

## Lo stile
Chailly fu un compositore dal gusto eclettico, partito da posizioni vicine al neoclassicismo, utilizzò per breve tempo la dodecafonia per poi indirizzarsi verso uno stile liberamente atonale e molto contrappuntistico.
Compositore che non si è mai schierato con un movimento preciso, Luciano Chailly ha sempre mantenuto le distanze dallo sperimentalismo, pur non rifiutando di inglobare nel suo stile alcune particolari tecniche che si andavano a sviluppare nella sua epoca.
Oltre alle tredici opere ed ai cinque balletti, Chailly ha composto musica solistica, cameristica, particolarmente importante fu l'attenzione dedicata da Chailly alla musica corale (assieme a numerosi mottetti ed elaborazioni di canti popolari è da ricordare la Missa Papae Pauli, dedicata a Paolo VI), e vari lavori sinfonici.

## Opere

### Musica da camera
- Sonata tritematica n. 1 per pianoforte (1952)
- Sonata tritematica n. 5 per violoncello e pianoforte (1955)
- Sonata tritematica n. 6 per pianoforte (1955)
- Sonata tritematica n. 8 per violino e pianoforte (1958)
- Sonata tritematica n. 11 per due pianoforti (1962)
- Sonata tritematica n. 12 per mandolino e pianoforte (1962)
- Sonata tritematica n. 10 per quartetto d'archi (1963)
- Sonata per chitarra (1976)
- Serata a Mauthausen per mandolino e pianoforte (1980)
- Psicogrammi per arpa (1980)
- Improvvisazione n. 14 per flauto, violino e pianoforte (1999)

### Musica sinfonica
- Toccata per orchestra d'archi (1948)
- Ricercare per orchestra (1950)
- Sonata tritematica n. 2 per orchestra (1952)
- Sonata tritematica n. 3 per orchestra da camera (1954)
- Sonata tritematica n. 7 per orchestra d'archi (1957)
- Sonata tritematica n. 9 per orchestra (1960)
- Sequenze dell'Artide per orchestra (1961)
- Fantasia per orchestra (1965)
- Sonata tritematica n. 4 per orchestra (1967)
- Contrappunti a quattro dimensioni per orchestra (1971)
- Triplum per violino, pianoforte e orchestra (1974)
- Newton Variations per orchestra (1981)
- Es-Konzert per orchestra (1984)

### Musica vocale e corale
- Missa Papae Pauli per coro e orchestra (1967)
- Ode a Ferrara per coro, voce recitante e orchestra (1967)
- Cantata di San Francesco per baritono, coro e orchestra (1976)
- Kinder Requiem per coro e orchestra (1979) prima esecuzione assoluta radiofonica nell'Auditorium RAI di Torino diretto da Riccardo Chailly
- De profundis di Cefalonia per 3 cori, 3 organi e 16 timpani (1981)

### Opere teatrali
- Ferrovia sopraelevata, opera, libretto di Dino Buzzati 1955 nel Teatro Donizetti di Bergamo diretto da Ettore Gracis con Alberto Lupo, Gianrico Tedeschi ed Olimpo Gargano.
- Una domanda di matrimonio, opera, libretto del compositore tratto da Čechov (1957 alla Piccola Scala di Milano diretta da Nino Sanzogno con Luigi Alva, Renato Capecchi ed Eugenia Ratti)
- Procedura penale, opera, libretto di Dino Buzzati (1959)
- Era proibito, opera in un atto, libretto di Dino Buzzati 5 marzo (1963) Piccola Scala con Rolando Panerai dirige Nino Sanzogno per la regia di Maner Lualdi
- L'idiota, opera, libretto di Gilberto Loverso (1970)
- Sogno (ma forse no), opera, libretto di Renato Prinzhofer tratto da Pirandello (1975)
- Anna Frank, balletto (1981)
- La cantatrice calva, opera, libretto del compositore tratto da Ionesco (1982)
- L'aumento, opera, libretto di Dino Buzzati (postuma)

Premi
"Le Muse" 1968
"Legion d'oro" 1973
"La rosa del Garda" 1973
"Leonardo" 1977
"S.Francesco d'oro" 1977
"L'Olifante d'oro" 1978
"S.Giorgio" 1981
"Alberto V d'Este" 1982
"Frescobaldi" 1983
"Una vita per la lirica" 1984
"Scuola, Cultura ed arte", con medaglia d'oro del Presidente della Repubblica 1984
"Lorenzo il Magnifico" 1987
"C.A.Cappelli" 1989
"Pirandello" 1994
"Puncetto d'oro" 1995